# نیلس-یوناتان کوربه
نیلس-یوناتان کوربه (آلمانی: Nils-Jonathan Körber؛ زادهٔ ۱۳ نوامبر ۱۹۹۶) بازیکن فوتبال اهل آلمان است.
از باشگاه‌هایی که در آن بازی کرده‌است می‌توان به باشگاه فوتبال هرتابرلین اشاره کرد.
وی همچنین در تیم‌های ملی فوتبال جوانان آلمان و زیر ۲۱ سال آلمان بازی کرده‌است.